# 腮腺
腮腺（parotid gland）又称耳下腺，是哺乳动物特有的一种唾腺，位于耳前下方下颌角处，是一对最大的唾液腺。腮腺属于浆液腺，其分泌物含唾液淀粉酶。
人类的两个腮腺位於人嘴的两侧和耳朵前，是最大的唾液腺。每个腮腺都被下颌骨包裹，并通过腮腺管向口腔分泌浆液性唾液，以促进咀嚼和吞嚥并消化淀粉。此外还有两种其他类型的唾腺，它们是下颌下腺和舌下腺。有时在主腮腺附近会发现還有副腮腺（accessory parotid gland）。